# 排卵
排卵（英語：Ovulation）是女性卵巢內的卵泡破裂，釋放次级卵母细胞的過程，這個卵母细胞會離開卵巢，由輸卵管進入子宮，是女性月經週期的一部份。
在排卵後的黃體期，卵子準備好可以和精子受精，同時子宮內膜會變厚，預備讓受精卵著床。若沒有受孕，子宮內膜會剝落，和血一併從陰道流出，即為月經。

## 人類的排卵

排卵發生在月經週期的中間，在卵泡期之後，在黃體期之前，在排卵時黄体生成素（LH）和促卵泡激素（FSH）會突然升高，原因是在卵泡期中雌激素升高的影響

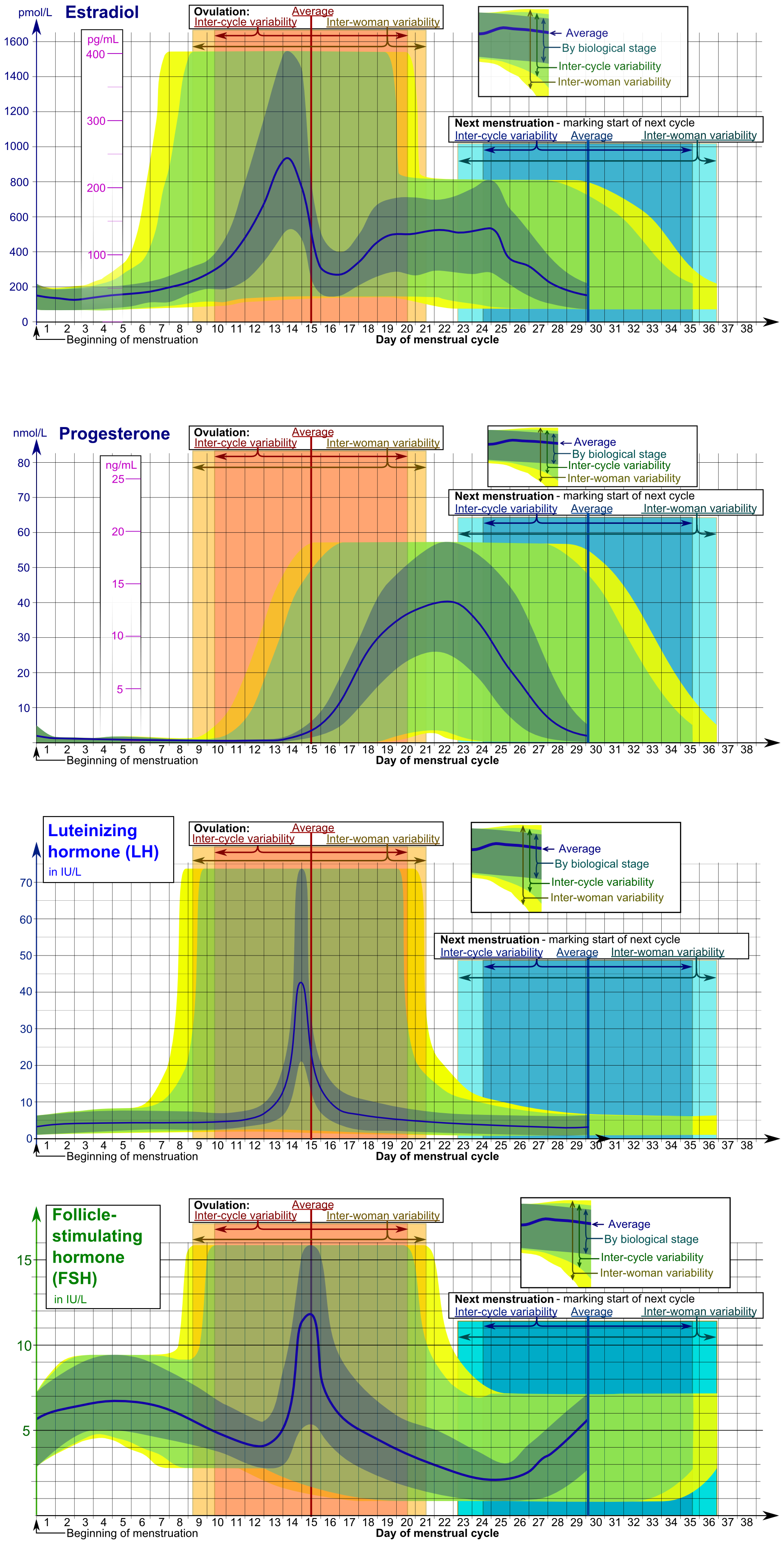
圖中列出排卵期不同激素的變化，也列出不同月經週期及不同女性的差異

人類排卵發生在月經週期的中間，在卵泡期之後，在黃體期之前。在排卵前後的幾天（若是28天的月經週期，是在第10至18天），是最可能受孕的期間。從上次月經開始到排卵的時間平均約為14.6天，不過會隨女性而不同，同一個女性的不同月經週期也可能有差異，95%的預期區間在8.2至20.5天。
排卵是由大腦中的下丘脑控制，釋放由腦下垂體中的垂体前叶分泌的黄体生成素（LH）及促卵泡激素（FSH），卵泡會有一連串的變化，稱為卵丘扩展（cumulus expansion），是由促卵泡激素引發的，在此以後在卵泡上會形成稱為排卵斑的洞，次級卵母細胞會從排卵斑離開卵泡。排卵是由腦下垂體分泌的黄体生成素及促卵泡激素的高峰所驅動的，在黃體期次級卵母細胞會延著输卵管進入子宮。若和精子受精，受精的次級卵母細胞或卵子會在6至12天後著床。

### 卵泡期
卵泡期是月經週期中卵泡漸漸成熟的階段，從月經開始到開始排卵。
為了排卵成功，需要大腦中的辐射冠及卵丘颗粒细胞的配合。後者會有一段增殖及粘液化的過程，稱為卵丘擴展。粘液化是分泌含有豐富透明质酸的混合物，可以分散及聚集附近的卵丘細胞，在卵子附近形成粘稠的組織。組織在排卵後仍伴隨著卵子，已證明是著床必需的一部份。
卵母细胞的增加也會造成卵泡液體積的增加，可能會使卵泡直徑到二公分，會形成卵巢表面明显的隆起。

### 排卵期
雌激素的峰值會出現在卵泡期的最後，會使黃體生成素（LH）及促卵泡激素（FSH）提高，會持續24到36小時，接下來卵泡會破裂，卵子會離開卵巢，進入輸卵管。
藉由黃體生成素引發的信號級連轉換，卵泡會分泌蛋白酶，分解卵泡組織，形成一個稱為排卵斑的洞。卵丘卵母细胞复合体（COC）離開破裂的卵泡，通過排卵斑進入腹膜腔，被输卵管末端的输卵管伞捕捉，在進入输卵管後，输卵管的纖毛會推進卵丘卵母细胞复合体，往子宮前進。
此時卵母完成了减数分裂的M-Ⅰ期，變成二個細胞，較大的二級卵母細胞包括了所有的細胞質，另一個則為較小的非活性體，接著會再進行减数分裂的M-Ⅱ期，之後進入中期等待受精。在排卵期中會出現减数分裂M-Ⅱ期中的紡錘體。若沒有受精，卵子會在12到24小時後退化。

### 黃體期
此時卵泡已經告一段落，沒有卵子的卵泡會往內摺疊，形成黃體，是一個合成類固醇的細胞簇，會生成雌激素及孕酮。激素會引發子宫内膜腺開始增生子宮內膜，若受精卵著床，胚胎就在此發育。孕酮會使得基礎體溫上昇攝氏1/4到1/2度。黃體繼續月經週期後段的旁分泌信号传送，維持子宮內膜，一直到月经期间才崩解，成为瘢痕组织。

## 臨床表現
排卵的開始可以由身體的一些內在變化偵測。因為除了女性本身之外，其他人不容易察覺到這些變化，因此一般稱人類女性為會秘密排卵。許多雌性動物在適合受孕的期間，身體時會有明顯的外在變化，這點和人類不同。關於人類的秘密排卵，已提出許多不同的理論來解釋此一現象。
女性在排卵期的變化包括子宮頸的肌肉以及基礎體溫。許多女性在排卵期時有其他的變化，包括排卵期伴隨的排卵痛，嗅覺變得敏銳，以及可以感測卵子準確的位置。
許多女性在排卵期前幾天的性慾會提高一項研究發現女性在排卵期時會巧妙的提高臉部對異性的吸引力。
排卵期的現象、排卵期的時間、月經開始及結束時身體的反應會隨女性有強度上的差異，但其本質是相同的。類似症狀、主要基礎體溫、排卵痛及子宮頸位置的表可用於排卵期测定的症狀體溫檢定法，可以讓女性自我診斷排卵的情形。只要受過專業人士的訓練，可以用每次每次月經的資訊製作排卵表，了解目前否有排卵。可以做為自然避孕及生育計劃的參考。
已有攝影作品拍攝排卵的瞬間。

## 疾病
排卵有關疾病會分類為月经失调疾病，包括排卵過少及無排卵。
- 排卵過少（Oligoovulation）是指不常排卵或是二次排卵的間隔異常的長（一般定義為一年少於八次或是二次排卵的間隔超過36天）。
- 無排卵（英语：Anovulation）是指預期會排卵的女性（初經後，更年期之前）沒有排卵，一般伴隨的現象是月經的不規則，可能包括月經週期、持續時間以及出血量的不規則。無排卵也可能造成停經（继发性闭经）或異常出血（功能失调性子宫出血）。

世界衛生組織（WHO）將月经失调疾病分為以下四型：
- WHO Ⅰ型：下丘脑垂体性腺轴（英语：Hypothalamic–pituitary-gonadal axis）異常。
- WHO Ⅱ型：下丘脑垂体性腺轴功能失調，這是最常見無排卵的原因，最常伴隨著多囊卵巢綜合症（PCOS）[19]。
- WHO Ⅲ型：卵巢功能衰竭。
- WHO Ⅳ型：高泌乳素血症（英语：Hyperprolactinemia）。

## 排卵的誘導及抑制

### 誘導排卵
誘導排卵是一種正在推廣的人工生殖技術，適用於有多囊卵巢綜合症（PCOS）及月经过少的女性，誘導排卵也用在體外人工受精，在卵母细胞抽取前使卵泡成熟。一般會配合卵巢刺激來形成多個卵子。有些資料來源也將誘導排卵視為一種卵巢刺激。
在完成卵巢刺激後可以注射低劑量的人绒毛膜促性腺激素（HCG），會在24到36小時後排卵。

### 抑制排卵
抑制排卵是避孕方法中的一種。
荷爾蒙避孕主要針對月經週期中的排卵期，因為這是影響受孕的關鍵因素。荷爾蒙療法可以促進或是抑制排卵。
有許多雌激素和孕激素的藥物，包括各种形式的复合口服避孕药，可以模仿月经周期中的激素水平，以及介入卵泡发育和排卵的负反馈。